# Division sibérienne de l'Académie des sciences de Russie
La division sibérienne de l’Académie des sciences de Russie (en russe : Сибирское Отделение Российской Академии Наук (СО РАН)) est une division de l'Académie des sciences de Russie. Tout comme l'organisme dont elle dépend, elle était connue auparavant sous le nom de division sibérienne de l’Académie des sciences d’URSS (СО АН СССР).

## Histoire
Sous l'impulsion des académiciens Mikhaïl Lavrentiev, Sergueï Sobolev et Sergueï Khristianovitch, qui souhaitaient développer la science en Sibérie, est créée en mai 1957 la division sibérienne de l’Académie des sciences d’URSS, à quelques kilomètres au sud de Novossibirsk. En effet, la Sibérie disposait de ressources naturelles importantes, mais il n'y existait pas de centre scientifique de haut niveau. En ce lieu, les forêts de bouleaux et de pins cédèrent progressivement la place aux installations des différents instituts de la division. Afin de former les futurs scientifiques du centre, la construction de l'université d'État de Novossibirsk commence rapidement et l'université ouvre ses portes en septembre 1959. Naît ainsi la cité scientifique Akademgorodok.
Les présidents successifs de la division furent les académiciens:
- de 1957 à 1975 : Mikhaïl Lavrentiev, célèbre mathématicien et physicien,
- de 1975 à 1980 : Guri Martchouk, spécialiste reconnu de l'analyse numérique, des processus atmosphériques et de la géophysique,
- de 1980 à 1997 : Valentin Koptioug, chimiste et personnage public reconnu,
- depuis 1997 : Nikolaï Dobretsov, géologue.

## Structure
Aujourd'hui la division sibérienne de l'Académie des sciences de Russie compte 74 instituts de recherche répartis dans les villes suivantes :
- Iakoutsk,
- Irkoutsk (Institut limnologique d'Irkoutsk),
- Kemerovo,
- Krasnoïarsk,
- Novossibirsk,
- Omsk,
- Oulan-Oude,
- Tomsk,
- Tioumen.

À Barnaoul et Chita se trouvent également quelques éléments. Le centre de Novossibirsk représente à lui seul la moitié des instituts de la division. 
Ces différents centres couvrent l'ensemble des disciplines traitées par la science moderne. En janvier 2005, la division comptait 33 000 employés pour un peu plus de neuf mille chercheurs, dont cinquante-huit sont membres de l'Académie des sciences de Russie.

## La bibliothèque
La division peut s'appuyer sur la bibliothèque d'État scientifique et technologique, la plus richement fournie de Sibérie. Le nombre d'ouvrages disponibles (plus de quatorze millions) en fait l'une des plus importantes de Russie, voire du monde. Ces derniers se rapportent à la majorité des sujets ayant trait à la technique, la science et le monde académique.
Une collection unique de livres rares et de manuscrits y est également sauvegardée, permettant ainsi d'appréhender la culture russe.

## La maison des scientifiques

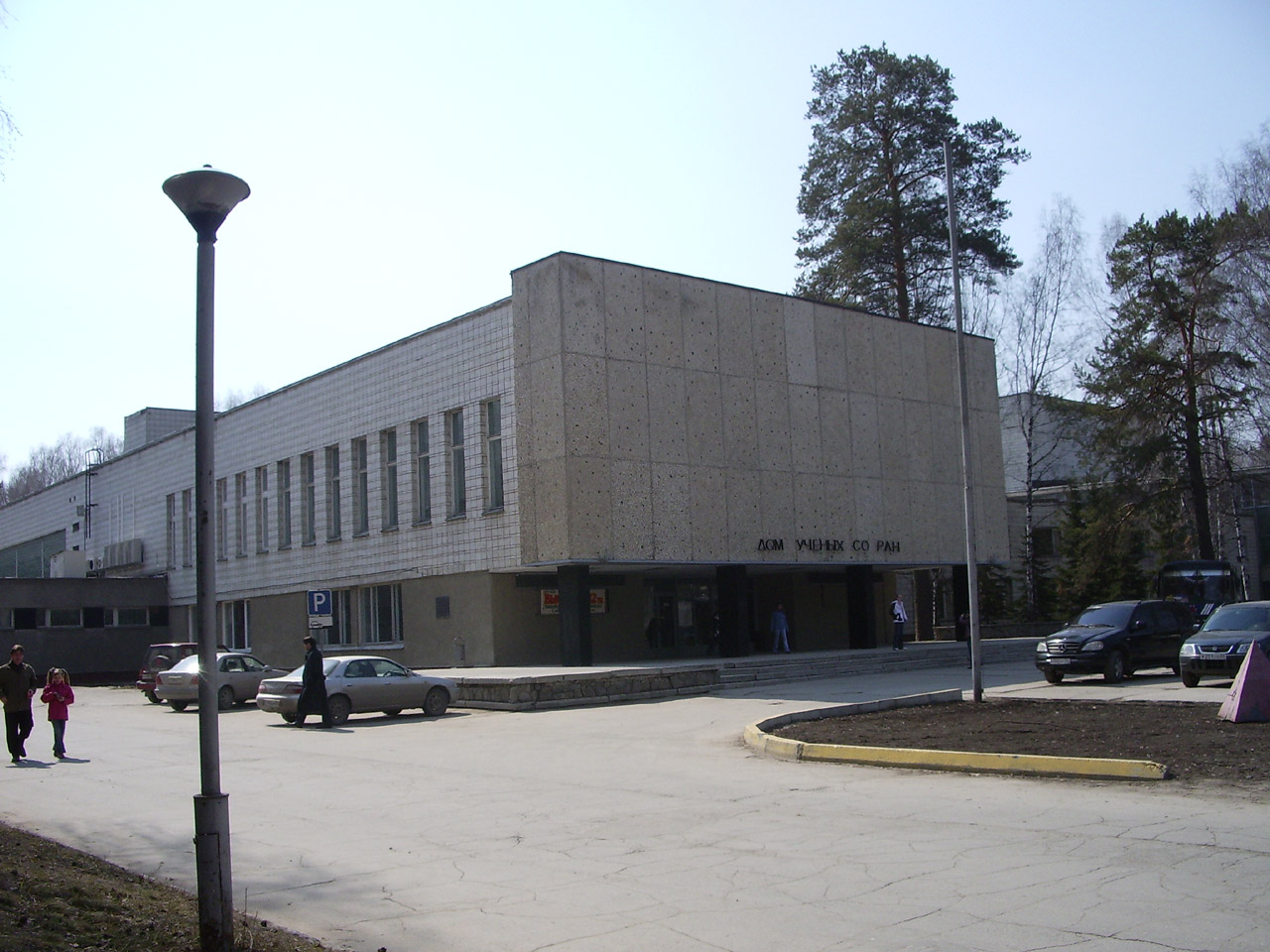
La maison des scientifiques

La maison des scientifiques (en russe Дом Ученых) est l'un des centres culturels les plus appréciés d'Akademgorodok. Ce bâtiment remplit plusieurs fonctions : centre culturel de la division, salle de théâtre, salle de concert, complexe sportif, salles de conférences... Deux salles accueillent les visiteurs : la grande salle d'une capacité de mille places et la plus petite d'une capacité de deux cents places. La grande salle est destinée aux concerts philharmoniques, aux représentations théâtrales, aux conférences internationales alors que la petite salle est réservée pour les conférences de moindre envergure.